# 李中玉
李中玉（韓語：이중옥，1979年8月17日—），另譯作李仲玉、李鍾旭、李鍾譽、李鍾玉、李重玉，男，韓國演員。

## 演出作品

### 電視劇
- 2015年：SBS《六龍飛天》飾演 花生武士
- 2018年：JTBC《Sketch》飾演 徐尚久
- 2018年：OCN《客：The Guest 》飾演 崔民尚
- 2018年：JTBC《桌球》飾演 刑警
- 2019年：OCN《Watcher》飾演 藥劑師[4]
- 2019年：OCN《他人即地獄》飾演 洪南福[5]
- 2020年：tvN《謗法》飾演 千柱奉
- 2020年：tvN《哈囉掰掰，我是鬼媽媽》飾演 地縛靈
- 2020年：KBS2《喪屍偵探》飾演 王偉
- 2021年：tvN《L.U.C.A：物種起源》飾演 金黃植
- 2021年：tvN《我的上流世界》飾演 金誠泰
- 2021年：Netflix《D.P：逃兵追緝令》飾演 汗蒸幕社長
- 2021年：JTBC《神探具景伊》飾演 法醫
- 2022年：tvN《二十五，二十一》飾演 教練
- 2022年：JTBC《模範刑警2》飾演 張基鎮
- 2023年：Coupang Play《獨角獸(유니콘)》飾演 郭成範
- 2023年：Netflix《黑暗榮耀》飾演 張邰昱
- 2023年：Netflix《獵犬》飾演 醉漢
- 2023年：JTBC《大力女子姜南順》飾演 金南吉
- 2023年：tvN《無人島的Diva》飾演 姜常頭／李旭[6]
- 2024年：Netflix《殺人者的難堪》飾演 姜尙默[7]
- 2024年：tvN《The Auditors監察》飾演 朴在完（特別出演）
- 2024年：SBS《来自地狱的法官》饰演 宰贤
- 2025年：tvN《拜託戒酒吧》飾演 起范爸爸
- 2025年：ENA《你的味道》飾演 肉舖老闆

### 電影
- 2007年：《密陽》飾演 啤酒屋員工
- 2008年：《錯誤相遇》飾演 安置所職員
- 2011年：《貓：看見死亡的雙眼》飾演 李主任
- 2014年：《看,貝多芬》飾演 省略男
- 2014年：《私刑制裁》飾演 尚賢科長
- 2016年：《快樂第四名》飾演 金主委
- 2016年：《屍速列車》飾演 西裝男
- 2018年：《燃燒烈愛》飾演 巡邏警察
- 2018年：《麻藥王》飾演 尹康植
- 2019年：《雞不可失》飾演 煥東
- 2019年：《天文：問天》飾演 判使
- 2020年：《大畫特務》飾演 室長
- 2020年：《無聲控訴》飾演 龍德
- 2021年：《咒術屍戰》飾演 千周奉
- 2021年：《緣來大飯店》飾演 酒店專務
- 2022年：《超跑斯特拉》飾演 鄭室長
- 2022年：《破虜湖》飾演 道宇
- 2022年：《笑子當老大》飾演 俊哲
- 2023年：《一拳鮮師：勇敢的市民》飾演 徐相佑[8]
- 2024年：《黑帶出勤中》饰演 韩炳淳
- 2024年：《長春花園》飾演 警察
- 待定：《高考，出題的秘密》
- 待定：《只有上帝知道一切》

### 話劇
- 2000年：《獵豬(돼지사냥)》
- 2008年：《High life(하이라이프)》飾演 Tony
- 2009年：《喜歡夏卡爾(샤갈을 좋아하세요)》
- 2009年：《放手 不能放手(안내놔 못내놔)》飾演 Luigi
- 2009年：《春天-媽媽和女兒的郊遊(봄-엄마와 딸의 소풍)》飾演 花店老闆
- 2010年：《蜚言所(B언소)》
- 2010年：《陽德院的故事(양덕원 이야기)》飾演 殯儀館池氏
- 2010年：《Almost, Maine(올모스트 메인)》
- 2011年：《新根大盜物語(늘근도둑 이야기)》
- 2011年：《OK STORY》
- 2012年：《悲傷的大浩(슬픈대호)》飾演 沈大浩
- 2013年：《馬桶(변기통)》飾演 恩石
- 2013年：《風流三代(바람난 삼대)》
- 2014年：《幸福的家庭(행복한 가족)》
- 2015年：《棉花尾故事(꼬리솜 이야기)》飾演 警察部長
- 2016年：《正月初一(원파인데이)》飾演 警察

## 獎項
- 2008年：第25屆大邱戏剧节—最佳男演員
- 2020年：KBS演技大賞—最佳挑戰獎[9]
- 2023年：第10屆野花電影獎—最佳男主角[10]

## 外部連結
- 李中玉的Instagram帳戶
- 李中玉在NAVER上的资料
- 李中玉在韩国电影数据库（KMDb）上的資料（韓語）
- 李中玉在互联网电影资料库（IMDb）上的資料（英文）
- 李中玉在HanCinema的頁面（英文）